# La Moche
Pour plus de détails, voir Fiche technique et Distribution.
La Moche est un film muet français réalisé par Georges Denola, sorti en 1913.

## Fiche technique
- Titre : La Moche
- Réalisation : Georges Denola
- Scénario : Maurice Kéroul, Georges Denola
- Photographie :
- Montage :
- Société de production : Société cinématographique des auteurs et gens de lettres (SCAGL)
- Société de distribution : Pathé frères
- Pays d'origine :  France
- Langue : français
- Métrage : 770 mètres
- Format : Noir et blanc — 35 mm — 1,33:1 — Muet
- Genre : Film dramatique
- Durée : 25 minutes 40
- Dates de sortie : 
  -  France : juin 1913

## Distribution
- Mistinguett
- Félix Gandéra
- Rolla Norman